# Вайтголл (Нью-Йорк)
Вайтголл (англ. Whitehall) — місто (англ. town) в США, в окрузі Вашингтон штату Нью-Йорк. Населення — 4023 особи (2020).

## Демографія
Згідно з переписом 2010 року, у місті мешкали 4042 особи в 1641 домогосподарстві у складі 1056 родин. Було 1919 помешкань
Расовий склад населення:
| - 96,2 % — білих - 0,5 % — азіатів - 0,4 % — чорних або афроамериканців - 0,1 % — корінних американців - 1,6 % — осіб інших рас |

До двох чи більше рас належало 1,0 %. Частка іспаномовних становила 2,9 % від усіх жителів.
За віковим діапазоном населення розподілялося таким чином: 22,2 % — особи молодші 18 років, 62,3 % — особи у віці 18—64 років, 15,5 % — особи у віці 65 років та старші. Медіана віку мешканця становила 40,7 року. На 100 осіб жіночої статі у місті припадало 103,9 чоловіків;  на 100 жінок у віці від 18 років та старших — 102,1 чоловіків також старших 18 років.
Середній дохід на одне домашнє господарство  становив 53 870 доларів США (медіана — 41 463), а середній дохід на одну сім'ю — 63 591 долар (медіана — 52 300). Медіана доходів становила 45 000 доларів для чоловіків та 28 948 доларів для жінок. За межею бідності перебувало 20,8 % осіб, у тому числі 34,0 % дітей у віці до 18 років та 8,1 % осіб у віці 65 років та старших.
Цивільне працевлаштоване населення становило 1717 осіб. Основні галузі зайнятості: освіта, охорона здоров'я та соціальна допомога — 19,2 %, роздрібна торгівля — 14,4 %, виробництво — 13,4 %.